# Methia
Methia är ett släkte av skalbaggar. Methia ingår i familjen långhorningar.

## Dottertaxa tillMethia, i alfabetisk ordning[1]
- Methia acostata
- Methia aestiva
- Methia argentina
- Methia arizonica
- Methia batesi
- Methia bicolor
- Methia bicolorata
- Methia brevis
- Methia carinata
- Methia curvipennis
- Methia debilis
- Methia dentata
- Methia dubia
- Methia enigma
- Methia falli
- Methia fischeri
- Methia flavicornis
- Methia jamaicensis
- Methia juniperi
- Methia knulli
- Methia lata
- Methia lineata
- Methia longipennis
- Methia lycoides
- Methia maculosa
- Methia mormona
- Methia necydalea
- Methia occidentalis
- Methia pallidipennis
- Methia picta
- Methia robusta
- Methia subarmata
- Methia subvittata
- Methia taina
- Methia trium
- Methia tubuliventris
- Methia violaceipennis
- Methia vittata